# Opecoelina radifistuli
Opecoelina radifistuli är en plattmaskart. Opecoelina radifistuli ingår i släktet Opecoelina och familjen Opecoelidae. Inga underarter finns listade i Catalogue of Life.